# Ernst Sagewka
Ernst Sagewka (* 10. Januar 1883 in Nikolaihorst, Masuren; † 22. August 1959 in Bielefeld) war ein deutscher Maler und Grafiker des Expressionismus.

## Leben
Am 10. Januar 1883 wurde Ernst Sagewka als dritter Sohn der Eheleute Johann Sagewka (Landwirt, * 4. Oktober 1848; † 10. Januar 1922) und Charlotte (geb. Maletzki, Hausfrau, * 20. Januar 1851; † 9. November 1931) in Nikolaihorst, Ostpreußen geboren.
Ernst Sagewka absolvierte von 1901 bis 1904 eine Malerlehre bei einem Dornberger Kirchenmaler. Er trat in die Bielefelder Fachschule der Malerinnung ein und wurde von Ludwig Godewols unterrichtet. 1907 begann Sagewka ein Studium an der Handwerker- und Kunstgewerbeschule Bielefeld. Er engagierte sich in der 1909 gegründeten Künstlergruppe „Rote Erde“, zusammen u. a. mit Peter August Böckstiegel, Erich Lossie, Heinz Lewerenz und Victor Tuxhorn. 1911 erlernte Ernst Sagewka die Technik der Freskenmalerei bei dem Historienmaler und Restaurator Joseph Langer in Breslau.
Im Anschluss an die Breslauer Zeit verbrachte Sagewka die Zeit mit Studien in Holland, wo er mit Engländern, Franzosen und Holländern zusammentraf und auch internationale Anerkennung fand. Stationen waren u. a. Rotterdam und Den Haag. Aus dieser Zeit stammt auch das 1913 geschaffene Ölgemälde „Hafenmotiv aus Rotterdam“.
Nach dem Ersten Weltkrieg, wo er in Polen und Frankreich an der Front eingesetzt war, ließ sich Sagewka als selbständiger Künstler in Bielefeld nieder, bezog wieder Wohnung im elterlichen Haus und arbeitete dort in seinem Atelier. Am 24. Dezember 1920 heiratete er seine Cousine Luise Maletzki.
Um ein Berufsverbot und andere Repressalien abzuwenden, trat Sagewka am 1. Mai 1937 der „Reichskulturkammer – Reichskammer der Bildenden Künste“ bei. Die Mitgliedschaft verhinderte jedoch nicht, dass wenig später in der Aktion "Entartete Kunst" nachweislich drei seiner Bilder aus öffentlichen Sammlungen beschlagnahmt und  vernichtet wurden.

## 1937 als "entartet" aus öffentlichen Sammlungen beschlagnahmte und vernichtete Werke
- Windwehe (Tafelbild; Städtisches Kunsthaus Bielefeld.)
- Herbstwald (Aquarell; Städtisches Kunsthaus Bielefeld.)
- Weiden am Herbstabend (Aquarell, 1929; Landesmuseum Münster)

### Nachkriegszeit
Nach den Zerstörungen des Krieges erfolgte von 1947 bis 1948 der Wiederaufbau des Ateliers aus den Trümmern des Hauses in der Heidsiekstraße 8. Dort wirkte Ernst Sagewka bis zu seinem Tod. 1953 hatte er neben einer Kollektivausstellung eine umfassende Einzelausstellung mit 72 Gemälden, Aquarellen und Zeichnungen im Städtischen Kunsthaus Bielefeld. Ernst Sagewka verstarb am 22. August 1959 im 77. Lebensjahr.

## Ehrungen
Vom 28. November 1982 bis 16. Januar 1983 wurde Sagewka mit einer Einzelausstellung von 126 Bildern im Kulturhistorischen Museum an der Welle in Bielefeld anlässlich des 100. Geburtstages gewürdigt. Dies war die letzte Einzelausstellung, die dem Künstler gewidmet war.